# یک شب در کازابلانکا
یک شب در کازابلانکا (انگلیسی: A Night in Casablanca) فیلمی در ژانر کمدی به کارگردانی آرچی مایو است که در سال ۱۹۴۶ منتشر شد.

## خلاصه فیلم
"برادران مارکس" در هتلی پس از جنگ استخدام می‌شوند، جائی که گروهی از افسران نازی تلاش می‌کنند گنجینه‌های مسروقه را بدست آورند و...